# Pedro Mosquera
Pedro Mosquera Parada (Corunha, 21 de abril de 1988) é um futebolista profissional espanhol, Volante, milita no Rayo Majadahonda.

## Carreira
Mosquera começou a carreira no Real Madrid.